# Anastraphia
Anastraphia là một chi thực vật có hoa trong họ Cúc (Asteraceae).

## Loài
Chi Anastraphia gồm các loài: